# Maharajah (cheval)
Maharajah est un cheval de courses suédois né en 2005, en Suède. Il participait aux courses de trot attelé et a remporté le Prix d'Amérique en 2014.

## Carrière

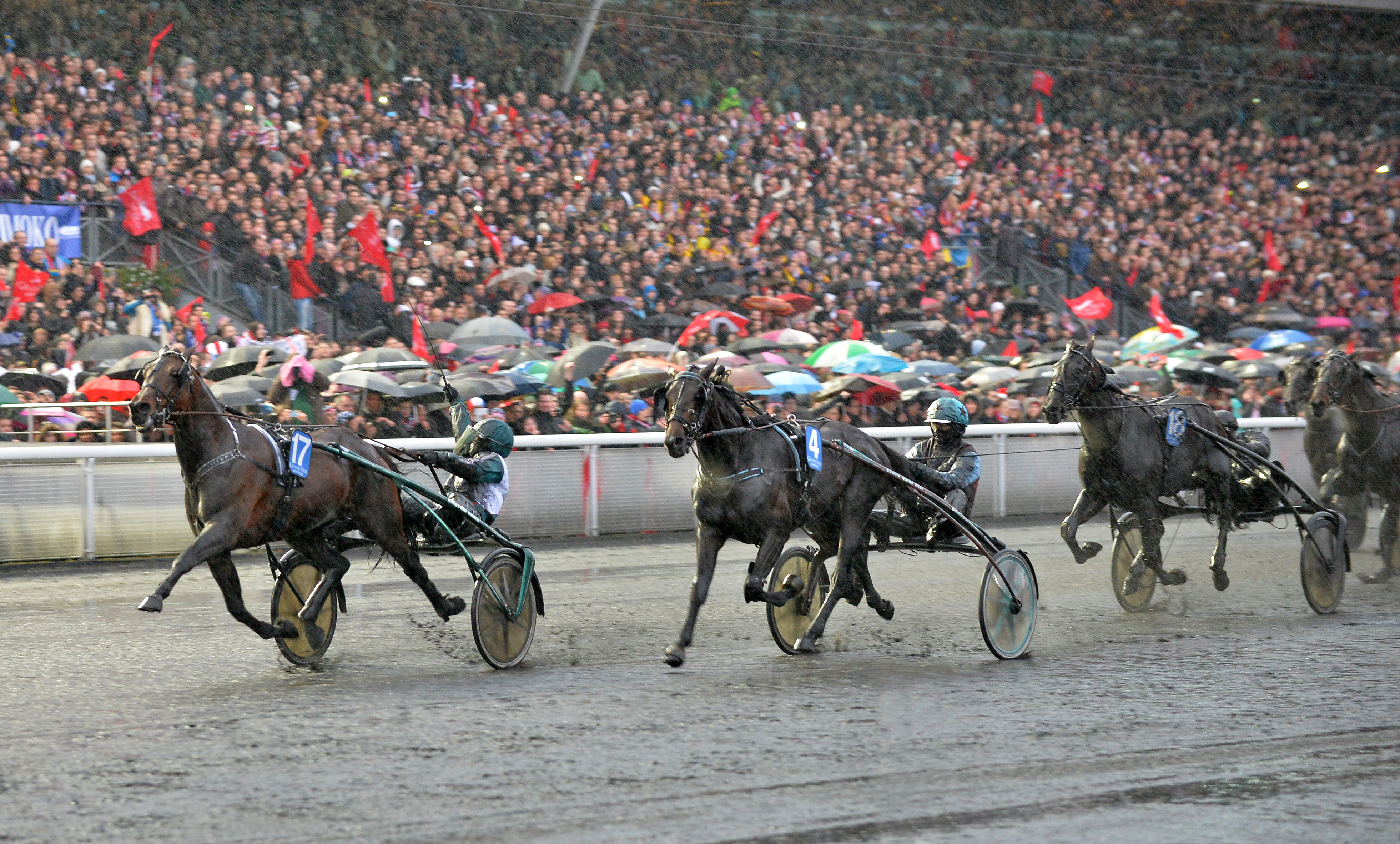
Maharajah remporte le Prix d'Amérique 2014

Leader de sa génération en Suède, associé au driver Örjan Kihlström, il s'impose face à ses contemporains en Suède dans les derbies des 3 et 4 ans ou l'E3 Långa et se révlèle au niveau européen dans le Grand Prix de l'UET. Sa première prestation à Vincennes se solde par une victoire dans le Prix de Belgique en 2011. Il réalise cette année-là un meeting exceptionnel en terminant dauphin du crack Ready Cash dans le Prix d'Amérique et le Prix de France, puis une fois débarrassé de son grand rival, s'adjuge le Prix de Paris. Discret l'année suivante, il revient tenter sa chance dans le Prix d'Amérique où il termine au pied du podium. L'année suivante, il passe presque toute l'année au repos, ne recourant que de quatre petites courses (qu'il gagne toutes) en novembre-décembre, pour se présenter frais dans l'Amérique 2013, mais il ne parvient pas à figurer. De retour en Scandinavie, il remporte l'Olympiatravet et termine 3e du Grand Prix d'Oslo. Annoncé dans l'Elitloppet, il doit y renoncer sur blessure, et ne revient en France que pour disputer l'Amérique, qu'il remporte enfin, à 9 ans, devant Up and Quick, futur lauréat de la grande épreuve, et face à son grand rival, Ready Cash, distancé dans la ligne droite. Un temps envisagé pour l'Amérique 2015, il fait sa rentrée en octobre, avec une 3e place, mais son entourage décide de mettre fin à sa carrière. 

### Palmarès
France
- Prix d'Amérique (Gr.1, 2014)
- Prix de Paris (Gr.1, 2011)
- Prix de Belgique (Gr.2, 2011)
- 2e Prix d'Amérique (Gr.1, 2011)
- 2e Prix de France (Gr.1, 2011)

 Suède
- Svenskt Travkriterium (Gr.1, 2008)
- E3 Långa (Gr.1, 2008)
- Svenskt Travderby (Gr.1, 2009)
- Olympiatravet (Gr.1, 2013)
- C.L. Müllers Memorial (Gr.2, 2010)
- 3e Konung Carl XVI Gustafs Silverhäst (Gr.2, 2011)

 Norvège
- 2e Grand Prix d'Oslo (Gr.1, 2010)
- 3e Grand Prix d'Oslo (Gr.1, 2013)

 Union européenne
- Grand Prix de l'UET (Gr.1, 2009)

## Au haras
Devenu étalon, Maharajah se met en valeur dans cet exercice où il est notamment le père de Who's Who (sv) 1'11" (Svenskt Travderby, Jubileumspokalen, Norrbottens Stora Pris, Hugo Åbergs Memorial), d'Alrajah One (sv) 1'10" (Derby italien et du John Cashman, Jr. Memorial), de Moni Viking (sv) 1'09"4 (deux Åby Stora Pris, Sundsvall Open Trot), Makethemark (sv) 1' 09"3 (deux Norrbottens Stora Pris, Jubileumspokalen, Prix Saint-Michel, Åby Stora Pris).

## Origines
| Origines de Maharajah (SWE), mâle bai né en 2005 | Origines de Maharajah (SWE), mâle bai né en 2005 | Origines de Maharajah (SWE), mâle bai né en 2005 | Origines de Maharajah (SWE), mâle bai né en 2005 |
| ------------------------------------------------ | ------------------------------------------------ | ------------------------------------------------ | ------------------------------------------------ |
| Père Viking Kronos (sv)                          | American Winner (sv)                             | Super Bowl (sv)                                  | Star's Pride (sv)                                |
| Père Viking Kronos (sv)                          | American Winner (sv)                             | Super Bowl (sv)                                  | Pillow Talk                                      |
| Père Viking Kronos (sv)                          | American Winner (sv)                             | B.J.'s Pleasure                                  | Speedy Somolli                                   |
| Père Viking Kronos (sv)                          | American Winner (sv)                             | B.J.'s Pleasure                                  | Matina Hanover                                   |
| Père Viking Kronos (sv)                          | Conch                                            | Bonefish                                         | Nevele Pride (en)                                |
| Père Viking Kronos (sv)                          | Conch                                            | Bonefish                                         | Exciting Speed                                   |
| Père Viking Kronos (sv)                          | Conch                                            | Viking Venus                                     | A.C.'s Viking                                    |
| Père Viking Kronos (sv)                          | Conch                                            | Viking Venus                                     | Carmita Hanover                                  |
| Mère Chili Khan                                  | Giant Chill                                      | Speedy Crown (sv)                                | Speedy Scot                                      |
| Mère Chili Khan                                  | Giant Chill                                      | Speedy Crown (sv)                                | Missile Toe                                      |
| Mère Chili Khan                                  | Giant Chill                                      | Chili Bowl                                       | Super Bowl                                       |
| Mère Chili Khan                                  | Giant Chill                                      | Chili Bowl                                       | Red Hot Mama                                     |
| Mère Chili Khan                                  | Stevie Nicks                                     | Tibur (TF)                                       | Fandango                                         |
| Mère Chili Khan                                  | Stevie Nicks                                     | Tibur (TF)                                       | Hellénienne                                      |
| Mère Chili Khan                                  | Stevie Nicks                                     | Vasterbo Cheeta                                  | Active Bowler                                    |
| Mère Chili Khan                                  | Stevie Nicks                                     | Vasterbo Cheeta                                  | Mi Amiga Butch                                   |